# Terphothrix persimilis
Terphothrix persimilis är en fjärilsart som beskrevs av Max Wilhelm Karl Draudt 1927. Terphothrix persimilis ingår i släktet Terphothrix och familjen tofsspinnare. Inga underarter finns listade i Catalogue of Life.